# Cerdistus sugonjavei
Cerdistus sugonjavei är en tvåvingeart som beskrevs av Pavel Lehr 1967. Cerdistus sugonjavei ingår i släktet Cerdistus och familjen rovflugor. Inga underarter finns listade i Catalogue of Life.